# Skogsvallen, Nässjö
Skogsvallen är en idrottsanläggning med bandyanläggning i Nässjö i Sverige och är hemmaplan för de småländska bandylagen Nässjö IF och IFK Nässjö. Även de mindre kända klubbarna Nässjö FF, Nässjö HC  och friidrottsklubben IK Sisu har Skogsvallen som hemmaarena.
På anläggningen finns en allvädersbana för friidrott kombinerat med en fotbollsplan, en konstisbana för bandy och en ishall, förutom ett antal träningsplaner.
Publikrekord: 
- 1962: Nässjö IF - IK Sirius 10 924 på fotbollsplanen
- 1965: Nässjö IF - Örebro SK  9 118 på konstisen